# Hermann Wendland
Hermann Wendland, född den 1 oktober 1825 i Hannover, död den 12 januari 1903 i Hannover, var en tysk botaniker och trädgårdsmästare som var en auktoritet på palmer. Han har fått släktet Wendlandiella uppkallat efter sig. 
Auktorsnamnet H.Wendl. kan användas för Hermann Wendland i samband med ett vetenskapligt namn inom botaniken; se Wikipediaartiklar som länkar till auktorsnamnet.